# Esiliiga 2010
L'Esiliiga 2010 è stata la 20ª edizione della seconda divisione del campionato di calcio estone e si è disputata tra marzo e novembre 2010. Il campionato è stato vinto dal Levadia Tallinn 2, formazione riserve della squadra titolare della serie superiore, mentre l'Ajax Lasnamäe ha ottenuto la promozione in Meistriliiga.

## Squadre partecipanti
Delle dieci squadre di Esiliiga, otto avevano preso parte anche alla precedente edizione.
A queste si aggiunsero il Kalev Tallinn, retrocesso dalla Meistriliiga e rimpiazzato dal Lootus Kohtla-Järve, e l'Orbiit Jõhvi, unica squadra ad essere promossa dalla II Liiga. La mancata promozione di altre squadre dalla serie inferiore, tra cui il Nõmme United vincitore dell'altro girone di II Liiga, portò al ripescaggio di Flora Tallinn II e Flora Rakvere.
| Club               | Città   | Stadio                | Posizione 2009                          |
| ------------------ | ------- | --------------------- | --------------------------------------- |
| Ajax Lasnamäe      | Tallinn | FC Ajax Stadium       | 4° in Esiliiga 2009                     |
| Flora Rakvere      | Rakvere | Rakvere linnastadioon | 10° in Esiliiga 2009 e poi ripescata    |
| Flora Tallinn II   | Tallinn | Sportland Arena       | 9° in Esiliiga 2009 e poi ripescata     |
| Kalev Tallinn      | Tallinn | Kalevi kunstmuru      | 10° in Meistriliiga 2009                |
| Levadia Tallinn 2  | Tallinn | Stadio Maarjamäe      | 1° in Esiliiga 2009                     |
| Orbiit Jõhvi       | Jõhvi   | Jõhvi linnastadioon   | 1º nel girone Nord/Est di II Liiga 2009 |
| Kiviõli Tamme Auto | Kiviõli | Stadio Kiviõli        | 5° in Esiliiga 2009                     |
| TJK Legion         | Tallinn | Stadio Wismari        | 6° in Esiliiga 2009                     |
| Vaprus Pärnu       | Pärnu   | Stadio Pärnu Kalevi   | 7° in Esiliiga 2009                     |
| Warrior Valga      | Valga   | Valga Kungla Stadioon | 3° in Esiliiga 2009                     |

## Classifica finale
|  | Pos. | Squadra            | Pt | G  | V  | N | P  | GF  | GS | DR  |
|  | ---- | ------------------ | -- | -- | -- | - | -- | --- | -- | --- |
|  | 1.   | Levadia Tallinn 2* | 89 | 36 | 28 | 5 | 3  | 107 | 28 | +79 |
|  | 2.   | Flora Tallinn II*  | 72 | 36 | 22 | 6 | 8  | 93  | 45 | +48 |
|  | 3.   | Ajax Lasnamäe      | 69 | 36 | 20 | 9 | 7  | 71  | 38 | +33 |
|  | 4.   | Kiviõli Tamme Auto | 57 | 36 | 17 | 6 | 13 | 85  | 72 | +13 |
|  | 5.   | Kalev Tallinn (-4) | 53 | 36 | 17 | 6 | 13 | 67  | 65 | +2  |
|  | 6.   | TJK Legion         | 39 | 36 | 11 | 6 | 19 | 57  | 81 | -24 |
|  | 7.   | Vaprus Pärnu       | 37 | 36 | 10 | 7 | 19 | 57  | 78 | -21 |
|  | 8.   | Warrior Valga      | 36 | 36 | 10 | 6 | 20 | 57  | 90 | -33 |
|  | 9.   | Flora Rakvere (-2) | 31 | 36 | 10 | 3 | 23 | 45  | 95 | -50 |
|  | 10.  | Orbiit Jõhvi       | 22 | 36 | 6  | 4 | 26 | 35  | 82 | -47 |

(*)squadra ineleggibile per la promozione.

### Play-off
| Kiviõli 14 novembre 2010, ore 12:00 CET                               | Kiviõli Tamme Auto | 2 – 1     | Kuressaare | Kiviõli stadium (70 spett.) |
| \| \| \| \| \| Šteinberg 60’ Kirilov 79’ \| Marcatori \| 15’ Aljas \| |                    |           |            |                             |
|                                                                       |                    |           |            |                             |
| Šteinberg 60’ Kirilov 79’                                             | Marcatori          | 15’ Aljas |            |                             |

| Kuressaare 20 novembre 2010, ore 12:00 CET                          | Kuressaare | 3 – 0 | Kiviõli Tamme Auto | Kuressaare linnastaadion |
| \| \| \| \| \| Skiperskiy 27’ Viira 31’ Pukk 36’ \| Marcatori \| \| |            |       |                    |                          |
|                                                                     |            |       |                    |                          |
| Skiperskiy 27’ Viira 31’ Pukk 36’                                   | Marcatori  |       |                    |                          |

Il Tamme Auto perde i play-off e rimane in Esiliiga.

### Play-out
| Atletik Tallinn | 3-1 | Warrior Valga   | 14 novembre 2010, Tallinn |
| Warrior Valga   | 0-0 | Atletik Tallinn | 21 novembre 2010, Valga   |

Il Warrior Valga perde i play-out. L'Atletik Tallinn prenderà il nome di  Infonet per la stagione successiva.

## Verdetti
- Levadia Tallinn 2 vincitore del campionato di Esiliiga 2010
- Ajax Lasnamäe promosso in Meistriliiga 2011.
- Warrior Valga retrocesso dopo i play-out e in seguito ripescato a completamento dell'organico.
- Flora Rakvere e  Orbiit Jõhvi retrocesse in Esiliiga B 2011.